# Morimus assamensis
Morimus assamensis là một loài bọ cánh cứng trong họ Cerambycidae.